# Cycles économiques en France
Les cycles économiques en France sont l'ensemble des cycles économiques de l'économie française. Ils sont dus à des variables endogènes et exogènes. Ils rythment l'économie à travers des phases de croissance entrecoupées de phases de récessions. L'ancienneté de l'État français et de la collecte de données par celui-ci permet aux économistes d'identifier des cycles économiques en France jusqu'au XVIIIe siècle.

## Causes
Conformément au modèle multiplicateur-accélérateur de Paul Samuelson, les cycles français correspondent à des cycles d'investissement qui entraînent une chute du chômage parallèlement à un accroissement de la demande. Les ralentissements conjoncturels sont des moments de chute de la formation brute de capital fixe par les entreprises. La demande décroît et les recettes fiscales chutent également. On observe logiquement une corrélation entre le cycle du crédit (octroyé par les banques) et celui du PIB.
Les cycles économiques français sont aussi rythmés par l'effet de la conjoncture internationale. L'effet de l'intégration économique internationale sur les cycles de la France fait l'objet de débats. Une dépression issue de ses pays partenaires les plus proches cause une réaction en chaîne sur l'économie française. Ainsi, la crise de 2008 est liée à la crise économique mondiale des années 2008 et suivantes. Depuis la fin du système de Bretton Woods, un peu moins de 50% de la variance de la production est expliquée par le facteur mondial, contre environ 15% avant. Le facteur mondial expliquerait environ 50% de la volatilité moyenne des prix à la consommation (inflation, déflation), et 25% de l'évolution du PIB. 
Les crises économiques durent en moyenne quatre trimestres depuis les années 1970. La récession la plus courte est la crise suivant la pandémie de Covid-19, qui n'a duré en 2020 que deux trimestres au creux. 
Au XXe siècle, les cycles sont amplifiés par les variables énergétiques. L'évolution du cours du pétrole entraîne une variation de l'activité. Une augmentation brutale des prix, comme lors des chocs pétroliers, peut produire un retournement conjoncturel. Le cycle peut aussi connaître des phases déterminées par des variables exogènes, comme une crise sanitaire. Ainsi de la crise suivant la pandémie de Covid-19.

## Politiques publiques
Il est nécessaire pour les gouvernants de connaître la place du pays dans le cycle économique, afin de calibrer leurs politiques publiques en accord avec la phase présente. La Banque de France et la Direction générale du Trésor sont ainsi chargées d'éclairer le pouvoir sur la place du pays dans le cycle. Cela permet de limiter les risques d'incohérence temporelle.
Une étude de l'OCDE de 2003 tend à montrer que les dépenses publiques n'augmentant pas plus, en moyenne, pendant les creux conjoncturels où la dépense publique est nécessaire, que pendant les phases de pic. Les phases de creux commencent souvent avec une augmentation des dépenses totales, mais elles rechutent trop tôt. L'OCDE montre en 2013 que la France fait partie des pays où le chômage des jeunes est le plus sensible au mouvement du cycle.
Le cycle influe également sur la mobilité professionnelle. Durant les phases basses, les emplois des secteurs déclinants se dirigent vers les secteurs dynamiques. Le secteur des services crée alors plus d'emplois que l'industrie.

## Dates
La France est soumise aux cycles Juglar, qui arrivent environ tous les 8 ans. La séquence des crises est ainsi, pour la France, la suivante : 1810, 1818, 1825, 1830, 1837, 1847, 1857, 1867, 1882, 1891, 1907, guerre de 1914, 1921, 1931-32, guerre de 1940, 1952, 1963, 1974, 1983, 1993, 2002, 2008 et 2020.
La durée moyenne des récessions depuis 1970 serait entre 2 et 3 ans, selon les méthodes de calcul utilisées. Une étude menée par la Banque centrale européenne  en 2016 estime que la durée du cycle économique est d'environ 15 ans, contre 12 ans aux États-Unis et 16 au Royaume-Uni.